# Działdowo
Działdowo (výslovnost [d͡ʑau̯ˈdɔvɔ], německy Soldau, prusky Saldawa) je město v Polsku ve Varmijsko-mazurském vojvodství. Je správním střediskem stejnojmenného okresu a stejnojmenné městské gminy. Nachází se asi 73 km jihozápadně od Olštýna a asi 154 km severozápadně od Varšavy. V roce 2024 zde žilo 20 125 obyvatel.

## Historie
Město bylo založeno na začátku 14. století. Městská práva získalo dne 14. srpna 1344.

## Památky
Ve městě se nachází gotický hrad, jehož stavba začala roku 1340. Mezi další památky patří radnice z roku 1796, kostel Povýšení svatého Kříže, kostel svatého Vojtěcha a kostel svaté Kateřiny Alexandrijské.

## Doprava
Městem procházejí vojvodské silnice 542, 544 a 545, nedaleko, na východ od města, prochází rychlostní silnice S7.